# Haarajoki järnvägsstation

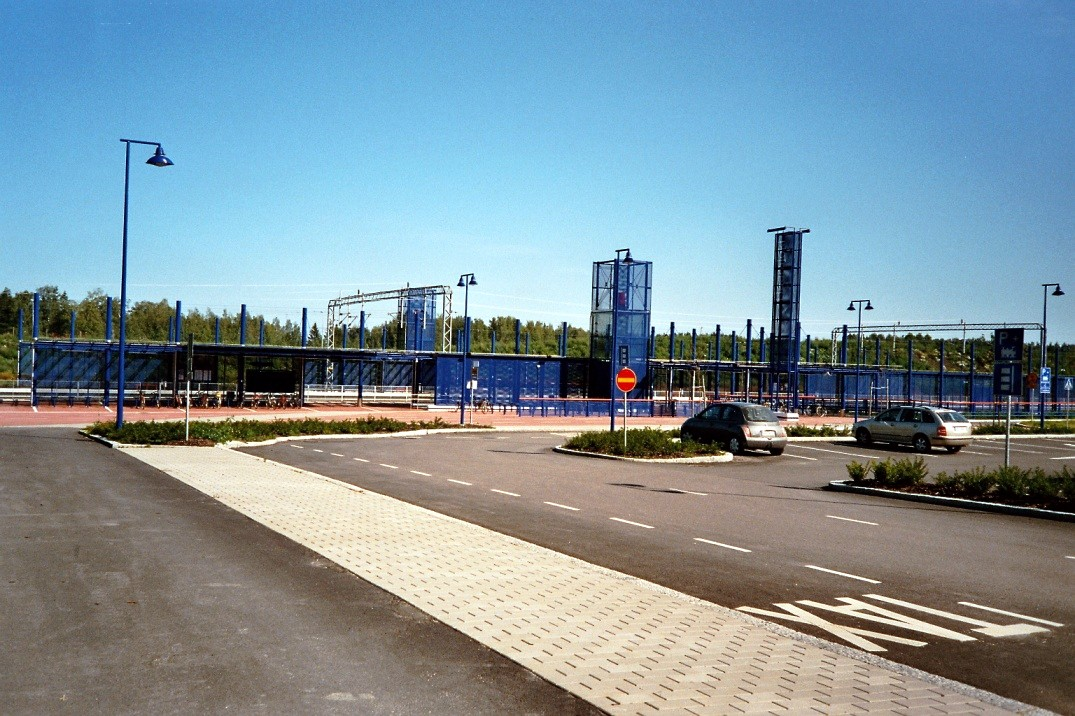
Haarajoki järnvägsstation i Träskända

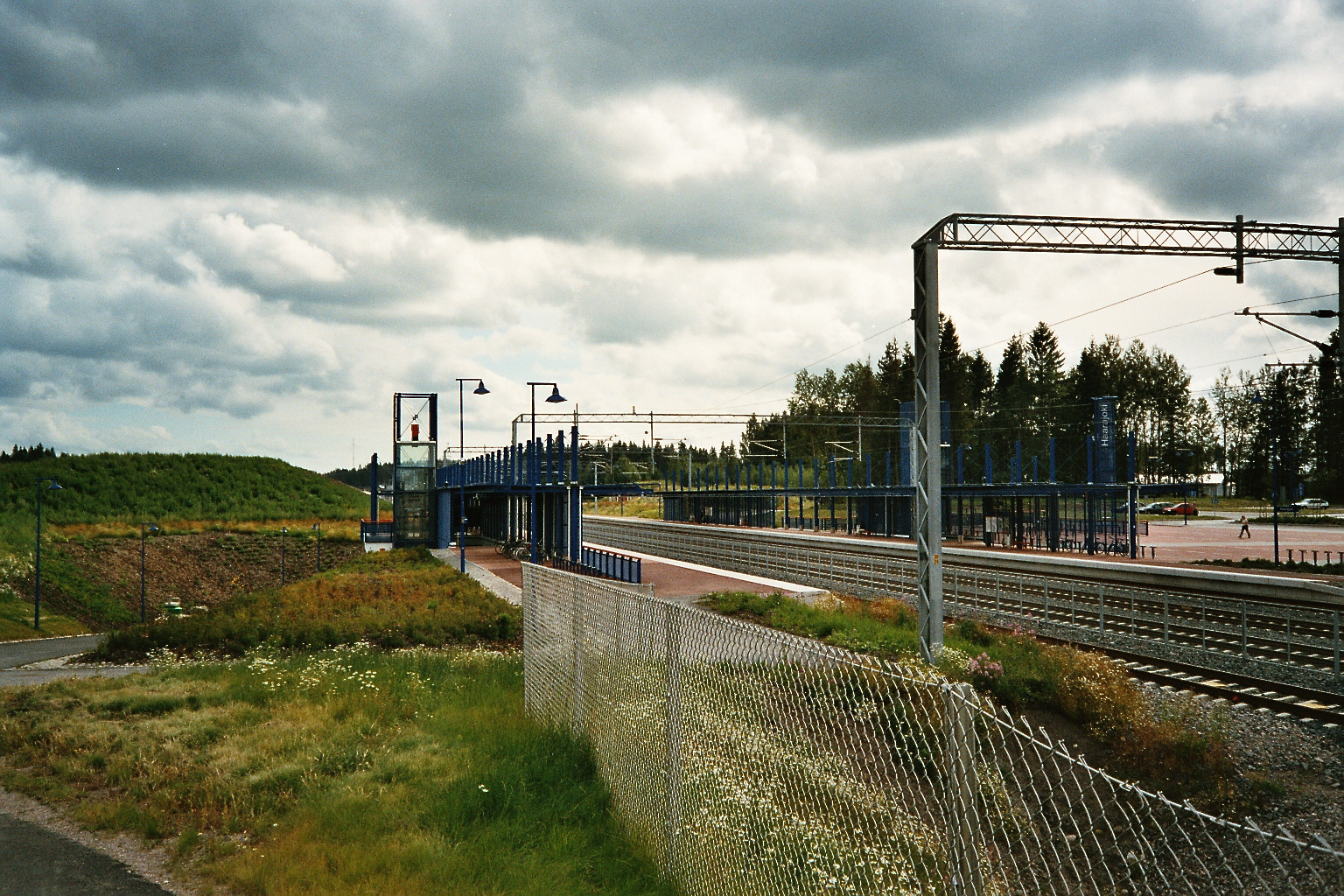

Haarajoki järnvägsstation (Haa, finska Haarajoen rautatieasema) är en järnvägsstation i Träskända i stadsdelen Haarajoki. Den ligger mellan stationerna Kervo och Mäntsälä, vid Lahtis direktbana. Avståndet från Helsingfors järnvägsstation är 39,6 kilometer. Vid stationen stannar huvudstadsregionens närtrafiks tåg Z (Helsingfors-Lahtis). Den öppnades 2006.